# Gorenji Maharovec
Gorenji Maharovec este o localitate din comuna Šentjernej, Slovenia, cu o populație de 65 de locuitori.